# Robin Forman
Robin J. Forman (geb. vor 1970) ist ein US-amerikanischer Mathematiker.
Forman studierte Mathematik an der University of Pennsylvania mit dem Bachelor- und Master-Abschluss 1981 und wurde 1985 an der Harvard University bei Raoul Bott promoviert (Functional Determinants and Applications to Geometry). Danach war er bis 1987 Moore-Instructor am Massachusetts Institute of Technology und ab 1987 Assistant Professor, ab 1992 Associate Professor und ab 1999 Professor an der Rice University, an der er 2002 bis 2005 der Mathematikfakultät vorstand und 2005 bis 2010 Dekan für Undergraduates war. 2010 bis 2016 war er Dekan am Emory College of Arts and Sciences und war dort Asa Griggs Candler Professor für Mathematik. Ab 2016 war er Senior Vice President for Academic Affairs und Provost der Tulane University. 
Er befasst sich mit Topologischer Kombinatorik, kombinatorischer Topologie und Differentialgeometrie und globaler Analysis. Unter anderem entwickelte er eine diskrete Morse-Theorie für Zellkomplexe aus Graphen. Daneben veröffentlichte er auch über Entwicklungsbiologie bei Drosophila.
Er ist Schachmeister und tritt als Stand-up-Comedian und in einer Gesangsgruppe (The three jewish tenors) auf.

## Schriften (Auswahl)
- Topics in combinatorial differential topology and geometry, in Ezra Miller, Victor Reiner, Bernd Sturmfels (Hrsg.), Geometric Combinatorics, IAS/Park City Mathematics Series 14, American Mathematical Society and Institute for Advanced Studies, Providence, 2007, S. 135–204.
- Finite-type invariants for graphs and graph reconstructions, Advances in Mathematics, Band 186, 2004, S. 181–228.
- Some applications of combinatorial differential topology, in: M. Lyubich, L. Takhajan  (Hrsg.), Graphs and patterns in mathematics and theoretical physics, Proceedings of Symposia in Pure Mathematics 73, American Mathematical Society, Providence, 2005, S. 281–313
- Lessons from graduate school, in: S.-T. Yau (Hrsg.), The Founders of Index Theory: Reminiscences of Atiyah, Bott, Hirzebruch and Singer, International Press, Somerville, 2003.
- How many equilibria are there ?  An introduction to Morse theory, in: Robert Hardt (Hrsg.), Six themes on variation, American Mathematical Society, Student Mathematical Library,  2004, S. 13–36
- A discrete Morse theory for cell complexes, in: S. T. Yau (Hrsg.), Geometry, Topology & Physics for Raoul Bott, International Press, 1995.
- Morse theory for cell complexes, Advances in Mathematics, Band 134, 1998, S. 90–145